# Posłowie z okręgu Jarosław (II RP)
 Posłowie na Sejm II RP z okręgu Jarosław
Lista posłów  według kadencji

## Posłowie na Sejm Ustawodawczy (1919–1922)
- Antoni Chudy (PPS)
- Józef Jachowicz (PSL ,,Piast”)
- Stanisław Łańcucki (PPS)
- Jan Pieniążek (PSL ,,Piast”)
- Marcin Przewrocki (PSL ,,Piast”)

## Posłowie na Sejm I kadencji (1922–1927)
- Józef Jachowicz (PSL ,,Piast”)
- Stanisław Łańcucki (MiW)
- Jan Pieniążek (PSL ,,Piast”)
- Marcin Przewrocki (PSL ,,Piast”)

## Posłowie na Sejm II kadencji (1928–1930)
- Antoni Chudy (PPS)
- Jan Pieniążek (PSL ,,Piast”)

## Posłowie na Sejm V kadencji (1938–1939)
- Jan Pieniążek (OZN)